# Jake Ryan (actor)
Jake Ryan es un actor australiano, más conocido por haber interpretado a Ray Blissett en la serie Underbelly: Razor y a Robbo en la serie Home and Away.

## Biografía
Jake sale con Alice Quiddington. En mayo del 2019, anunció en su cuenta de Instagram que estaban esperando a su primer bebé juntos, a quien le dieron la bienvenida el 6 de octubre del mismo año y llamaron Wolf William Ryan. En abril de 2021 se anunció que la pareja se había comprometido.

## Carrera
En 2011 se unió al elenco recurrente de la serie Underbelly: Razor, donde interpretó al agente de policía Ray "The Blizzard" Blissett.
En 2013 obtuvo un pequeño papel secundario en la película The Great Gatsby, donde interpretó a un oficial en moto.
Ese mismo año se unió al reparto de la serie Wentworth como Harry Smith, el esposo de la prisionera Bea Smith (Danielle Cormack). Permaneció en la serie hasta 2015, cuando su personaje es asesinado.
En 2014 apareció como invitado en la serie Fat Tony & Co donde interpretó al traficante de drogas Mark Moranl, el hermano del criminal Jason Moran (Les Hill) durante el episodio "The Tony Special".
En 2016 apareció como invitado en la primera temporada de la miniserie de terror Wolf Creek como Jason, un exconvicto hasta ese mismo año luego de que su personaje fuera asesinado por el criminal en serie Mick Taylor (John Jarratt) después de intentar salvar a la joven Eve (Lucy Fry).
El 25 de julio de 2017 se unió al elenco de la popular serie australiana Home and Away, donde interpretó al misterioso Beckett "Robbo" Reid hasta el 30 de enero del 2020, cuando su personaje muere al llevar el agente corrupto Scott Larkin el coche donde iban por un acantilado.

## Filmografía

### Series de televisión
| Año         | Serie             | Personaje                   | Notas                       |
| ----------- | ----------------- | --------------------------- | --------------------------- |
| 2017 - 2020 | Home and Away     | Beckett "Robbo" Reid        | 263 episodios               |
| 2016        | Traffik           | Edmund                      | -                           |
| 2016        | Wolf Creek        | Jason                       | 2 episodios - miniserie     |
| 2013 - 2015 | Wentworth         | Harry Smith                 | 8 episodios                 |
| 2014        | Fat Tony & Co     | Mark Moran                  | Episodio "The Tony Special" |
| 2013        | Mr & Mrs Murder   | Stuart Dinklage             | Episodio "En Vogue"         |
| 2012        | House Husbands    | Zeeban                      | Episodio # 1.7              |
| 2011        | Underbelly: Razor | Ray "The Blizzard" Blissett | 10 episodios                |

### Películas
| Año  | Título              | Personaje         | Notas |
| ---- | ------------------- | ----------------- | --- |
| 2016 | Blue World Order    | Jake Slater       | Junto a Billy Zane, Bruce Spence, Stephen Hunter, Jack Thompson, Kendra Appleton y Andy Trieu                                |
| 2016 | Colourblind         | El sicario        | Junto a Jane Badler, Marty Rhone, Bianca Allaine, Paul Moder y Nathan Hill                                                   |
| 2016 | Scarlett            | Charles Winter    | Junto a Kendal Rae, Helmut Bakaitis, lisa Chappell y Goran D. Kleut                                                          |
| 2013 | Knock Out           | Enfermero         | Corto - junto a Zak Marrinan, Alice Cavanagh, Carolyn Masson, Luisa Tascone y Shane Luther                                   |
| 2013 | The Great Gatsby    | Agente de policía | Junto a Leonardo DiCaprio, Joel Edgerton, Jason Clarke, Carey Mulligan, Adelaide Clemens, Vince Colosimo y Elizabeth Debicki |
| 2012 | The Sapphires       | Cochese           | Junto a Chris O'Dowd, Miranda Tapsell, Deborah Mailman y Jessica Mauboy                                                      |
| 2011 | Fully Famous        | Mesero            | Corto - junto a Priscilla Bonnet, Krew Boylan y Dave Eastgate                                                                |
| 2006 | Know That He Cries  | Nathanial         | Corto - junto a Belinda Di Vito, Jacob Griffiths y Paul Ross                                                                 |
| 2005 | Salaam Namaste      | Novio             | Junto a Saif Ali Khan, Preity Zinta, Arshad Warsi, Tania Zaetta y Jugal Hansraj                                              |
| 2003 | Trouble in Paradise | Ed                | Corto - junto a Leslie Lyles, Clint Jordan, Annie Golden y Steven Randazzo                                                   |